# Šárka Kašpárková
Šárka Kašpárková (pronuncia ceca [ˈʃaːrka ˈkaʃpaːrkovaː]; Karviná, 20 maggio 1971) è un'ex triplista e altista ceca, campionessa mondiale del triplo ad Atene 1997.

## Record nazionali

### Seniores
- Salto triplo: 15,20 m ( Atene, 4 agosto 1997)
- Salto triplo indoor: 14,87 m ( Maebashi, 7 marzo 1999)

## Palmarès
| Anno                                   | Manifestazione    | Sede       | Evento        | Risultato | Prestazione | Note                                    |
| -------------------------------------- | ----------------- | ---------- | ------------- | --------- | ----------- | --------------------------------------- |
| In rappresentanza della Cecoslovacchia |                   |            |               |           |             |                                         |
| 1988                                   | Mondiali juniores | Sudbury    | Salto in alto | 6ª        | 1,85 m      |                                         |
| 1989                                   | Europei juniores  | Varaždin   | Salto in alto | Bronzo    | 1,91 m      |                                         |
| 1992                                   | Europei indoor    | Genova     | Salto triplo  | 4ª        | 13,73 m     |                                         |
| 1992                                   | Giochi olimpici   | Barcellona | Salto in alto | 25ª       | 1,88 m      |                                         |
| In rappresentanza della Rep. Ceca      |                   |            |               |           |             |                                         |
| 1993                                   | Mondiali indoor   | Toronto    | Salto triplo  | 7ª        | 13,81 m     |                                         |
| 1993                                   | Mondiali          | Stoccarda  | Salto triplo  | 7ª        | 14,16 m     |                                         |
| 1994                                   | Europei indoor    | Parigi     | Salto triplo  | 4ª        | 14,46 m     |                                         |
| 1994                                   | Europei           | Budapest   | Salto triplo  | 6ª        | 13,98 m     |                                         |
| 1995                                   | Mondiali indoor   | Barcellona | Salto triplo  | 4ª        | 14,25 m     |                                         |
| 1995                                   | Mondiali          | Göteborg   | Salto triplo  | 13ª       | 13,94 m     |                                         |
| 1996                                   | Europei indoor    | Stoccolma  | Salto triplo  | Argento   | 14,50 m     |                                         |
| 1996                                   | Giochi olimpici   | Atlanta    | Salto triplo  | Bronzo    | 14,98 m     |                                         |
| 1997                                   | Mondiali indoor   | Barcellona | Salto triplo  | Bronzo    | 14,66 m     | Record nazionale                        |
| 1997                                   | Mondiali          | Atene      | Salto triplo  | Oro       | 15,20 m     | Miglior prestazione mondiale stagionale |
| 1998                                   | Europei indoor    | Valencia   | Salto triplo  | Argento   | 14,76 m     |                                         |
| 1998                                   | Europei           | Helsinki   | Salto triplo  | Argento   | 14,53 m     |                                         |
| 1999                                   | Mondiali indoor   | Maebashi   | Salto triplo  | Bronzo    | 14,87 m     | Record nazionale                        |
| 1999                                   | Mondiali          | Siviglia   | Salto triplo  | 6ª        | 14,54 m     |                                         |
| 2000                                   | Giochi olimpici   | Sydney     | Salto triplo  | 12ª       | NM          |                                         |
| 2003                                   | Mondiali          | Parigi     | Salto triplo  | 24ª       | 13,75 m     |                                         |
| 2004                                   | Mondiali indoor   | Budapest   | Salto triplo  | 21ª       | 13,87 m     |                                         |
| 2004                                   | Giochi olimpici   | Atene      | Salto triplo  | 26ª       | 13,79 m     |                                         |
| 2005                                   | Europei indoor    | Madrid     | Salto triplo  | 4ª        | 14,34 m     |                                         |
| 2005                                   | Mondiali          | Helsinki   | Salto triplo  | 21ª       | 13,69 m     |                                         |

## Altre competizioni internazionali
1992
- 5ª in Coppa del mondo ( L'Avana), salto triplo - 13,31 m

1993
- 5ª alle IAAF Grand Prix Final ( Londra), salto triplo - 13,60 m

1995
- 7ª alle IAAF Grand Prix Final ( Monaco), salto triplo - 13,73 m